# Плопшорелу (Олт)
Плопшорелу (рум. Plopșorelu) насеље је у Румунији у округу Олт у општини Вулпени. Oпштина се налази на надморској висини од 193 m.

## Становништво
Према подацима из 2002. године у насељу је живело 153 становника, од којих су сви румунске националности.